# Monomorium pallidipes
Monomorium pallidipes är en myrart som beskrevs av Auguste-Henri Forel 1910. Monomorium pallidipes ingår i släktet Monomorium och familjen myror. Inga underarter finns listade i Catalogue of Life.